# 路湛沁
路湛沁（1921年1月27日—2017年1月28日），男，祖籍江苏无锡，生于直隶（今河北）唐山，中国结构工程专家、教育家，曾任西南交通大学教授、博士生导师。